# Goldfinger (brano musicale)
Goldfinger è un singolo del 1964 di Shirley Bassey. È la title track del film Agente 007 - Missione Goldfinger, 3º capitolo della serie cinematografica di James Bond. Il brano è stato scritto da John Barry per quanto riguarda la musica, e da Leslie Bricusse con Anthony Newley per il testo.
La canzone ottenne numerosi riconoscimenti internazionali, diventando l'unico successo da top 40 nella Billboard Hot 100 per la Bassey, raggiungendo la seconda posizione in classifica negli Stati Uniti e la numero 21 nel Regno Unito; venendo inoltre inserita nella classifica AFI's 100 Years... 100 Songs (n. 53) e nel 2008 ammessa nella Grammy Hall of Fame.

## Il brano
A Leslie Bricusse ed Anthony Newley fu chiesto di scrivere un testo per la nuova composizione di John Barry. Ma quando l'autore suonò loro le prime tre note della melodia del pezzo, Bricusse e Newley si guardarono l'un l'altro e cantarono: « ...wider than a mile», sulla melodia di Moon River, la popolare canzone presente nella colonna sonora del film Colazione da Tiffany. Barry non si divertì affatto.
Una delle fonti di ispirazione era stato il brano Mack the Knife, canzone suggerita a Barry dal regista Guy Hamilton, che pensava fosse il tipo di pezzo giusto per il film. A Bricusse e Newley non furono mostrate scene del film o estratti dal copione, ma venne loro spiegata la fine del personaggio di Jill Masterson (che viene ricoperta d'oro), e quindi ai due venne in mente di citare "il tocco di Mida" nel testo, e da lì in poi le liriche furono completate in un paio di giorni.
La prima incisione di Goldfinger venne eseguita da Newley il 14 maggio 1964, con Barry come direttore, e si ottennero due versioni complete. Naturalmente le incisioni di Newley furono utilizzate solo come nastro dimostrativo per i produttori del film. La cantante Shirley Bassey fu la prescelta da Barry per la registrazione ufficiale del brano; egli aveva lavorato con lei nel dicembre 1963 e i due avevano anche avuto una relazione sentimentale. Barry aveva suonato una versione strumentale del pezzo alla Bassey prima che il testo fosse scritto; e lei accettò subito di interpretarlo indipendentemente da quali parole avrebbe dovuto poi cantare. La Bassey incise la traccia il 20 agosto 1964 presso i CTS Studios di Londra: George Martin, abituale produttore della Bassey, venne accreditato come produttore della sessione, con la supervisione dello stesso Barry. Vic Flick, Jimmy Page e Big Jim Sullivan sono stati tutti indicati come chitarristi presenti durante la seduta in studio, e Page ha anche confermato il proprio coinvolgimento, ricordando di come la Bassey fosse quasi svenuta al termine dell'ultima nota del brano.
La registrazione di Goldfinger durò tutta la notte in quanto Barry richiese numerose ripetizioni a causa di imperfezioni tecniche venutesi a verificare.
L'iconica frase musicale costituita da due note che caratterizza l'introduzione non era presente nella partitura originale, ma venne in mente a Barry durante una pausa per il tè, un'ora e mezza dopo l'inizio della sessione di registrazione.

## Pubblicazione ed accoglienza
Alla sua pubblicazione il singolo (lato B Strange How Love Can Be) vendette più di un milione di copie nei soli Stati Uniti, raggiungendo la prima posizione in classifica in Giappone, la numero 4 in Australia, e stazionando nelle prime posizioni in molti Paesi europei inclusa Austria (n. 7), Belgio (n. 9), Germania (n. 8), Italia (n. 3), Paesi Bassi (n. 5), e Norvegia (n. 7). In Gran Bretagna invece, Goldfinger non si rivelò il successo maggiore di Shirley Bassey, raggiungendo solo la 21ª posizione.

## Cover
- Nel 1964, Billy Strange incise una versione del brano, che arrivò persino a rivaleggiare in classifica con la versione originale della Bassey.[4]
- Nel 1965, Vanna Scotti registrò la sua versione in lingua italiana con testo di Vito Pallavicini per l'album Hits 65.
- Nel 1965, The Honeycombs suonarono una versione strumentale di Goldfinger durante le date del loro tour in Giappone, e la versione apparve nell'album In Tokyo.
- Nel 1965, Count Basie incise una versione strumentale della canzone per il suo album Basie Meets Bond.
- Nel 1965, Ray Barretto incise una versione strumentale della canzone per il suo album Señor 007.
- Nel 1965, Billy Preston incise una versione strumentale della canzone per il suo album Early Hits of 1965.[5]
- Nel 1965, Enoch Light and The Light Brigade incisero una versione strumentale della canzone per il loro album Discoteque Vol. 2: Dance, Dance, Dance.
- Nel 1965, Harry James incise una versione della canzone per il suo album Harry James Plays Green Onions & Other Great Hits (Dot Records DLP 3634 & DLP 25634).
- Nel 1967, Eino Grön registrò la sua versione in lingua finlandese intitolata Hän Vaatii per il suo album Eino Grön.
- Nel 1978, la canzone venne reinterpretata dai Magazine, come lato B-side del loro singolo Touch and Go.
- Nel 1996, I Man or Astroman? in versione strumentale sulla compilation di vari artisti Secret Agent S.O.U.N.D.S.
- Nel 2000, Hank Marvin incise una versione strumentale della canzone per il suo album Marvin at the Movies.
- Nel 2006 in versione heavy metal dal gruppo rock finlandese Leningrad Cowboys sull'album Zombie's Paradise.
- Nel 2014, Shirley Bassey ri-registrò Goldfinger per il suo album Hello Like Before.[6]
- Nel 2016, la cantante finlandese Tarja Turunen sull'album The Brightest Void.

## Esecuzioni dal vivo e televisive
- Nel 1965, Connie Francis eseguì la canzone all'Ed Sullivan Show
- Nel 1980, Shirley Bassey eseguì il brano al The Muppet Show.
- Nel 1997, Tom Petty and the Heartbreakers reinterpretarono la canzone in versione strumentale durante un concerto al The Fillmore,[7] e la versione è stata inclusa nel disco The Live Anthology.
- Nel 2011, Céline Dion incluse la canzone nel "James Bond Medley" durante il suo spettacolo Celine di Las Vegas.
- Nel 2013, Shirley Bassey cantò il brano durante la cerimonia degli Academy Awards in occasione del cinquantesimo anniversario dei film della serie di James Bond. La Bassey ricevette una standing ovation dal pubblico in sala dopo la sua esibizione.

## Remix e campionamenti
- Nel 2000, la canzone è stata remixata dai Propellerheads per l'album Diamonds are Forever: The Shirley Bassey Remix Album.
- Nel 2007, il brano è stato campionato dal musicista reggaeton Tego Calderón per la sua canzone Alegría, inclusa nel suo album El Abayarde Contraataca.

## Parodie
Tra le parodie della canzone si segnalano Dr. Evil, composta dai They Might Be Giants per Austin Powers - La spia che ci provava, e Max Power, da I Simpson, episodio "Homer to the Max".